# 木曽発電
木曽発電株式会社（旧字体：木曾發電株式會社󠄁、きそはつでんかぶしきがいしゃ）は、昭和戦前期に存在した日本の電力会社である。中部電力パワーグリッド管内にかつて存在した事業者の一つ。
大手電力会社大同電力の傍系会社の一つ。伊那川電力株式会社（いながわでんりょく）の社名で1928年（昭和3年）に設立され、製紙会社樺太工業が経営した長野県木曽地域での電気供給事業を引き継いだ。1932年（昭和7年）には同じ大同系の信美電力株式会社（しんびでんりょく）を合併している。
1941年（昭和16年）に発電設備を日本発送電に出資し解散した。運営した5か所の水力発電所は戦後の電気事業再編成後における中部電力管内あるが、関西電力に引き継がれている。

## 沿革

### 製紙会社の電気供給事業

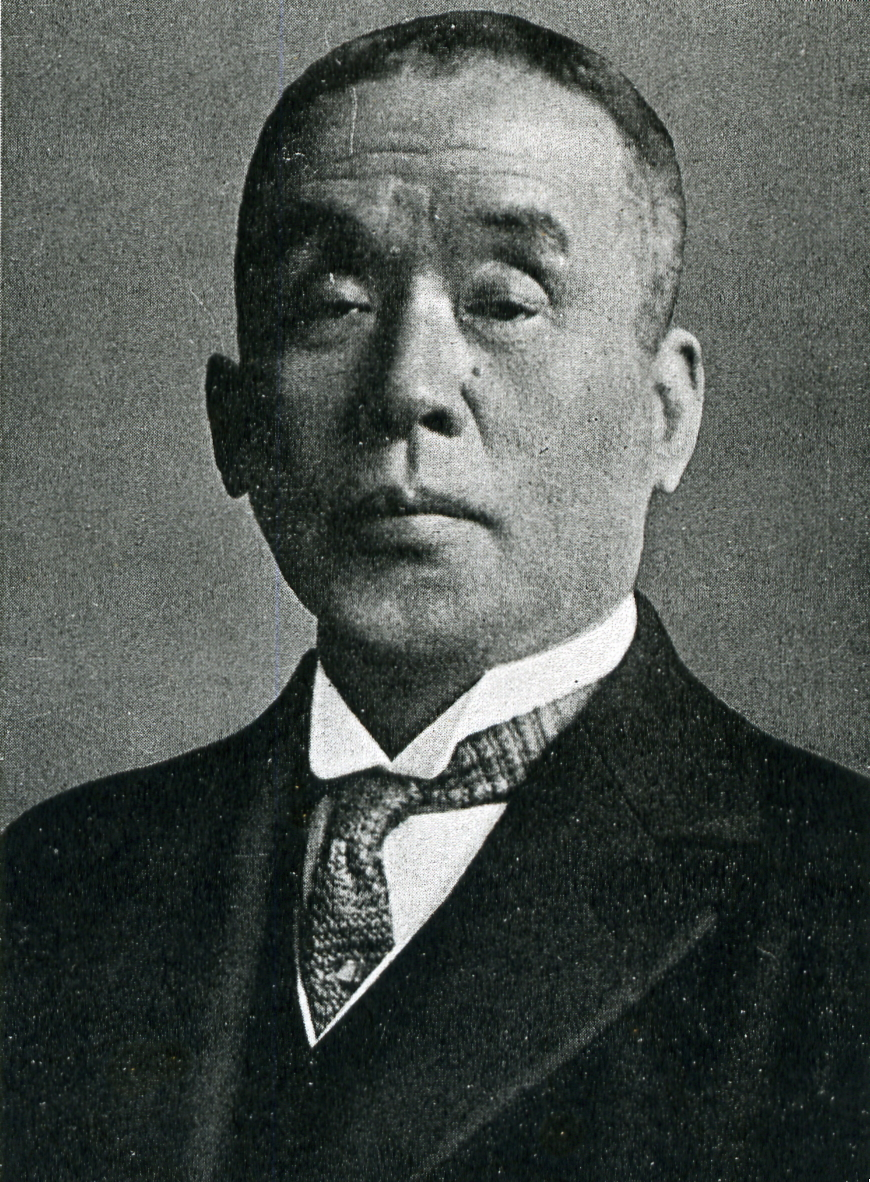
木曽興業社長大川平三郎

木曽発電の起源にあたる事業は、長野県西筑摩郡（現木曽郡）大桑村にあった製紙工場が1918年（大正7年）より兼営した電気供給事業である。
大桑村の須原地区にて製紙工場が操業を開始したのは1913年（大正2年）のことであった。各地で製紙業を経営した実業家大川平三郎が率いる木曽興業という会社（1908年設立）の経営によるもので、木曽地域随一の大工場であった。1920年（大正9年）には岐阜県中津川に工場を持つ同じ大川系の中央製紙に合併され、その木曽工場となっている。
工場の脇を流れる木曽川支流の伊那川（伊奈川）は急流かつ水量豊富であり動力としての利用に適することから、木曽興業では1911年（明治44年）伊那川に水車設備を整備した。「橋場水力設備」と称するもので、水車直結で製紙用の原動力として使用されたほか、工場用電灯発電用にも利用された。その後1918年（大正7年）になり、地元大桑村の強い要望によって木曽発電は村内全域を対象とする電気供給事業を兼業することとなった。逓信省の資料によると開業は同年8月19日で、伊那川を取水源とするペルトン水車と35キロワット発電機を組み合わせた発電設備を持っていた。
さらに中央製紙時代の1924年（大正13年）12月には、橋場水力設備の上流側に田光発電所が竣工した。

### 伊那川電力の設立

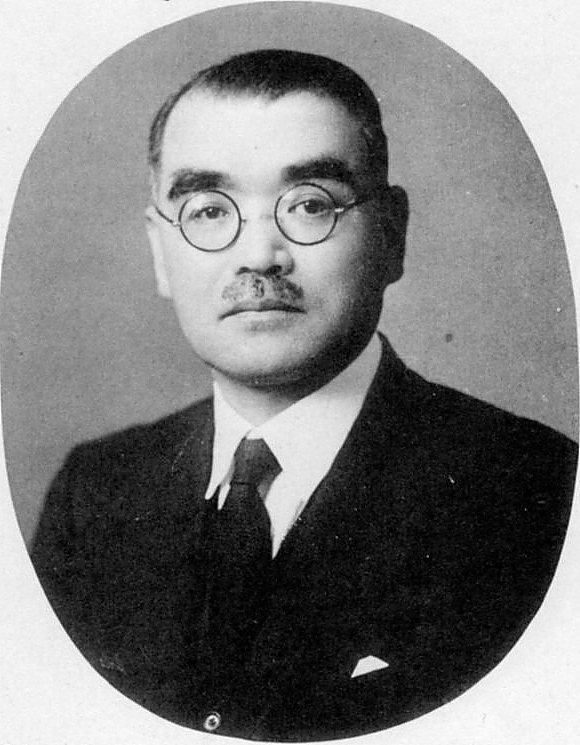
伊那川電力設立を提唱した石川栄次郎

大正時代後半、木曽川の本流では木曽電気製鉄とその後身大同電力によって急速に電源開発が進んでいた。同社は1919年（大正8年）から1923年（大正12年）にかけて、桃山・須原・大桑・読書（よみかき）・賤母（しずも）の5つの大型水力発電所を木曽地域に建設する。並行して送電線網も整備し、これらの発電所の発生電力を名古屋・大阪方面へと送電した。
一方、中央製紙は1926年（大正15年）に樺太工業に合併された。合併後、樺太工業では北海道や樺太といった遠方から原料木材を調達するという不利な条件を抱える木曽工場を不況下で存続するのは不可能と判断し、1928年（昭和3年）7月工場閉鎖に踏み切った。工場閉鎖に際し樺太工業では電気供給事業とその設備を売却する方針を立てたが、それを受けて大同電力では当時土木課長であった石川栄次郎の主導で傍系会社「伊那川電力」を新設して事業を引き受けると決定した。新会社・伊那川電力株式会社は1928年11月19日、創立総会を開催して発足する。資本金は200万円で、初代社長には斎藤直武が就任した。この斎藤を含め、同時期大同電力へ吸収された尾三電力から従業者の多くが伊那川電力へと転籍している。本社は名古屋市東区七間町1丁目1番地に置かれた。
1928年12月1日、伊那川電力は樺太工業より田光発電所・橋場水力設備および送配電線・需要家屋内設備（電灯取付数3655灯）を引き継ぎ開業した。買収価格は117万5000円であった。継承後、伊那川電力ではただちに橋場水力設備の全面改修・発電所化に着手し、翌1929年（昭和4年）2月、2つ目の発電所となる橋場発電所を完成させた。橋場発電所には大同電力の送電線が引き込まれ、その発生電力は田光発電所の発生電力とともに大同電力によって名古屋方面へと送電されることとなった。

### 信美電力との合併と社名変更
伊那川電力の設立に先立つ1925年（大正14年）4月13日、資本金150万円にて北恵那電力株式会社が設立されていた。同社も伊那川電力と同様、大同電力が木曽川支流域の開発を目的に設立した傍系会社である。設立の段階では岐阜県側を流れる付知川の開発を計画しており、実際に2か所の水利権を得ていたが、調査の結果当時の経済事情では採算的に不利という結論となった。そこで付知川開発を後回しにして、不要になった工事用の与川発電所を大同電力から購入して再開発するという計画に改めた。この発電所は名前の通り、長野県側の木曽川支流与川に位置する。1925年8月7日、計画変更に伴って信濃と美濃の水力を開発するという意味で社名を「信美電力株式会社」と改めた。与川発電所の改修工事は1927年（昭和2年）1月に完成し、2月から大同電力への供給が始まった。
与川発電所の完成後、信美電力では周辺地域での電源開発計画に着手するが、不況かつ電力過剰の時代に差しかかって開発着手の見通しが立たなくなった。そこで親会社大同電力では、事業目的を同じくする伊那川電力と信美電力を統合する方針を立案。合併交渉は大同電力の慫慂で素早くまとめられ、伊那川電力が信美電力を吸収することとなった。合併契約は1932年（昭和7年）2月5日付で締結され、2月22日に両社は名古屋市内の本社（同一所在地である）にてそれぞれ臨時株主総会にて合併を承認。そして同年4月30日に契約通り合併が実行された。合併前の資本金は伊那川電力が200万円、信美電力が150万円であったが、配当率が前者10パーセントに対し後者8パーセントのため、合併比率は1対0.8に設定され合併後の伊那川電力の資本金は320万円となった。
1932年5月27日、信美電力合併の報告総会に続き開催の定時総会にて、伊那川電力は社名を「木曽発電株式会社」へと変更した。合併後、景気の好転を受けて1933年（昭和8年）10月、木曽川支流蘭川（あららぎがわ）の妻籠発電所の工事に着手し、翌1934年（昭和9年）12月に完成させた。次いで伊那川上流に未開発で残っていた地点にて相ノ沢発電所の開発準備を進め1936年（昭和11年）11月より本工事に着手、1938年（昭和13年）2月に完成させた。
その一方で、名古屋逓信局の意向に従って岐阜県東濃地方から長野県木曽地域にかけて散在する電気事業（木曽発電・東邦電力・矢作水力など計7社）を統合するという計画に参加することとなり、1938年8月1日、新会社中部合同電気へと大桑村における供給事業と配電設備・需要者屋内設備（電灯4345灯）を譲渡した。譲渡価格は7万余り。事業譲渡により配電事業がなくなり、大同電力へと電力を供給するだけの単純な会社となった。
なお初代社長の斎藤直武は木曽発電に社名変更した総会で専務となっていたが、翌1933年6月取締役に降格、代わりに大同電力社長の増田次郎が木曽発電でも社長となった。また1936年5月3日、本社を名古屋市東区東片端町3丁目13番地2へと移転している。

### 電力国家管理と会社解散
1938年4月、国策電力会社を通じて政府が電気事業を管理するという電力管理法が公布され、翌1939年（昭和14年）4月には日本発送電が発足して電力国家管理が実施に移された。
この日本発送電の設立に際し、民間事業者より主要送電・変電設備と火力発電設備が集められたが、木曽発電はそれらを持たないのでこの時点では同社へ出資した設備はなかった。しかし大同電力が全事業・財産を日本発送電へと引き渡し解散したことから、木曽発電の電力供給先は1939年4月1日より大同電力から日本発送電へと切り替わった。また大同電力が保有していた木曽発電の株式（1938年11月末時点で1万1704株）も日本発送電へと引き継がれた。加えて1939年3月日本発送電総裁となった増田次郎が木曽発電の社長を退任し、11月になって日本発送電常務理事の岸田幸雄が後任社長として入った。
1940年代に入ると電力国家管理体制の強化を目指す動きが具体化され、1941年（昭和16年）4月、水力発電設備も日本発送電へと帰属させることが決定した（第2次電力国家管理）。これにより今度は木曽発電も日本発送電へと設備を出資することとなり、同年5月27日、水力発電所5か所全部（相ノ沢・田光・橋場・与川・妻籠）と山口変電所、それに各発電所・変電所間の送電線5路線の出資命令を受けた。出資の実施は同年10月1日付。出資設備評価額は452万3505円であり、出資の対価として日本発送電より同社の額面50円払込済み株式9万470株（払込総額452万3500円）と現金5円が交付されている。
上記出資設備は木曽発電が持つ設備の全部であり、従って出資後は事業の継続が不可能であるため、1941年9月27日臨時株主総会で解散を決議し、10月1日付で日本発送電への設備出資と同時に解散した。

### 年表
下記年表は『木曽発電株式会社沿革史』巻末年譜（161-170頁）による。
- 1928年（昭和3年）
  - 10月23日 - 逓信省より樺太工業からの電気事業譲り受けが認可される。
  - 11月19日 - 伊那川電力株式会社設立。
  - 12月1日 - 樺太工業より田光発電所・橋場水力設備および大桑村における供給事業を譲り受け伊那川電力開業。
- 1929年（昭和4年）
  - 3月5日 - 橋場水力設備を改造した橋場発電所が運転開始。
- 1932年（昭和7年）
  - 4月30日 - 信美電力株式会社（1925年4月設立）を合併。
  - 5月27日 - 木曽発電株式会社に社名変更。
- 1934年（昭和9年）
  - 12月6日 - 妻籠発電所運転開始。
- 1938年（昭和13年）
  - 3月12日 - 相ノ沢発電所運転開始。
  - 8月1日 - 中部合同電気へ大桑村における供給事業を譲渡。
- 1939年（昭和14年）
  - 4月1日 - 電力供給先を大同電力から日本発送電へ変更。
- 1941年（昭和16年）
  - 5月27日 - 日本発送電への設備出資を受命。
  - 10月1日 - 設備を日本発送電へ出資して会社解散。
- 1942年（昭和17年）
  - 8月10日 - 清算結了を登記。

## 発電所一覧
木曽発電が運営していた水力発電所は5か所。いずれも木曽川水系の河川にあり、伊那川には下流側から橋場発電所・田光発電所・相ノ沢発電所を構え、さらに与川に与川発電所、蘭川に妻籠発電所を置いていた。これらの発電所は木曽発電から日本発送電への出資を経て、戦後1951年（昭和26年）に供給区域外ながら関西電力へと継承されている。

### 橋場発電所
位置：北緯35度41分30.8秒 東経137度40分36.3秒 / 北緯35.691889度 東経137.676750度
伊那川最下流の橋場発電所は、長野県西筑摩郡（現・木曽郡）大桑村大字須原に位置する。
木曽興業が1911年（明治44年）に整備した水力設備を伊那川電力が譲り受け、全面的に改造して発電所に仕立て直したものである。1929年（昭和4年）2月に竣工。出力は当初1,700キロワット、のち1,800キロワット。電業社製フランシス水車と芝浦製作所製発電機を各1台備えた。また大同電力供給用の昇圧変圧器と大桑村での一般供給用の降圧変圧器も設置された。
発電所竣工と同じ1929年2月に、大同電力の手により橋場発電所に連絡する送電線「伊那川分岐線」が建設された。送電電圧77キロボルトの送電線であり、須原発電所と名古屋市内の六郷変電所を結ぶ大同電力須原六郷線に接続する。従って橋場発電所から大同電力へと供給される電力は名古屋方面へと送電された。

### 田光発電所
位置：北緯35度41分7.5秒 東経137度42分4.9秒 / 北緯35.685417度 東経137.701361度

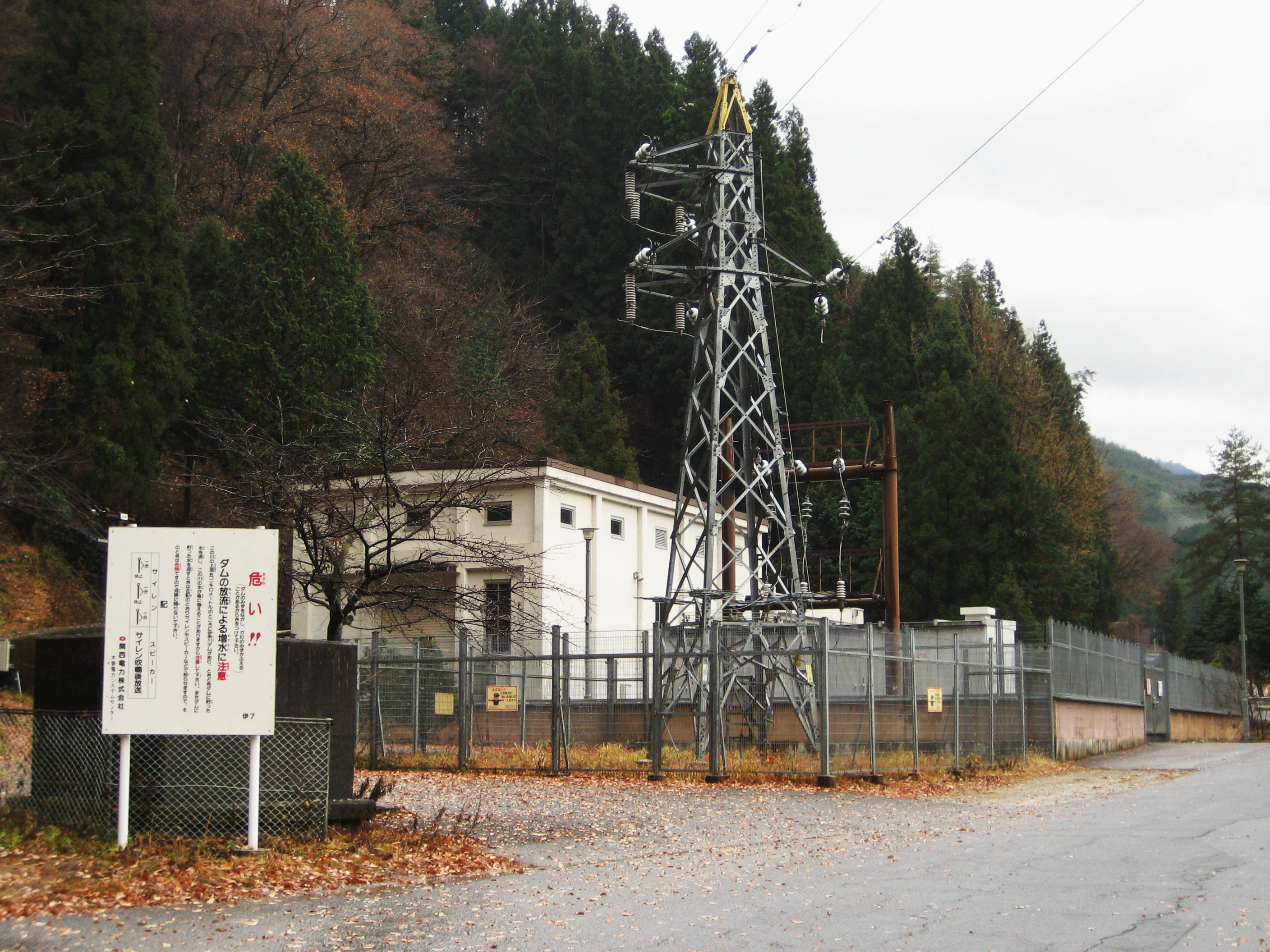
田光発電所（2007年）

橋場発電所の上流側にあるのが田光発電所である。所在地は大桑村大字長野。
木曽興業の後身中央製紙が1923年（大正12年）2月に着工し、翌1924年（大正13年）12月に竣工させた発電所である。出力は当初2,120キロワット、のち2,150キロワット。橋場発電所と同じく電業社製フランシス水車と芝浦製作所製発電機を各1台備える。
送電設備は橋場発電所との間に自社の11キロボルト送電線があり、大同電力に対する供給電力は橋場発電所で昇圧の上、名古屋方面へと送電された。

### 相ノ沢発電所
位置：北緯35度40分29.1秒 東経137度43分13.2秒 / 北緯35.674750度 東経137.720333度
伊那川最上流の相ノ沢発電所（相之沢発電所）は、大桑村大字長野に位置する。伊那川と支流今朝沢の合流点に取水堰を、田光発電所沈砂池の下流水路上に発電所をそれぞれ構える。
伊那川電力が水利権を取得した地点にあたり、1936年（昭和11年）11月土木工事に着手し、1938年（昭和13年）2月に竣工、検査を経て3月12日より営業運転を始めた。出力は6,100キロワット。日立製作所製のペルトン水車・発電機を各1台備える。送電設備は橋場発電所に至る12キロボルト送電線が整備され、大同電力への供給分は田光発電所からの供給分と同様橋場発電所で昇圧されて、名古屋方面へと送電された。

### 与川発電所
位置：北緯35度37分23.7秒 東経137度37分2.0秒 / 北緯35.623250度 東経137.617222度

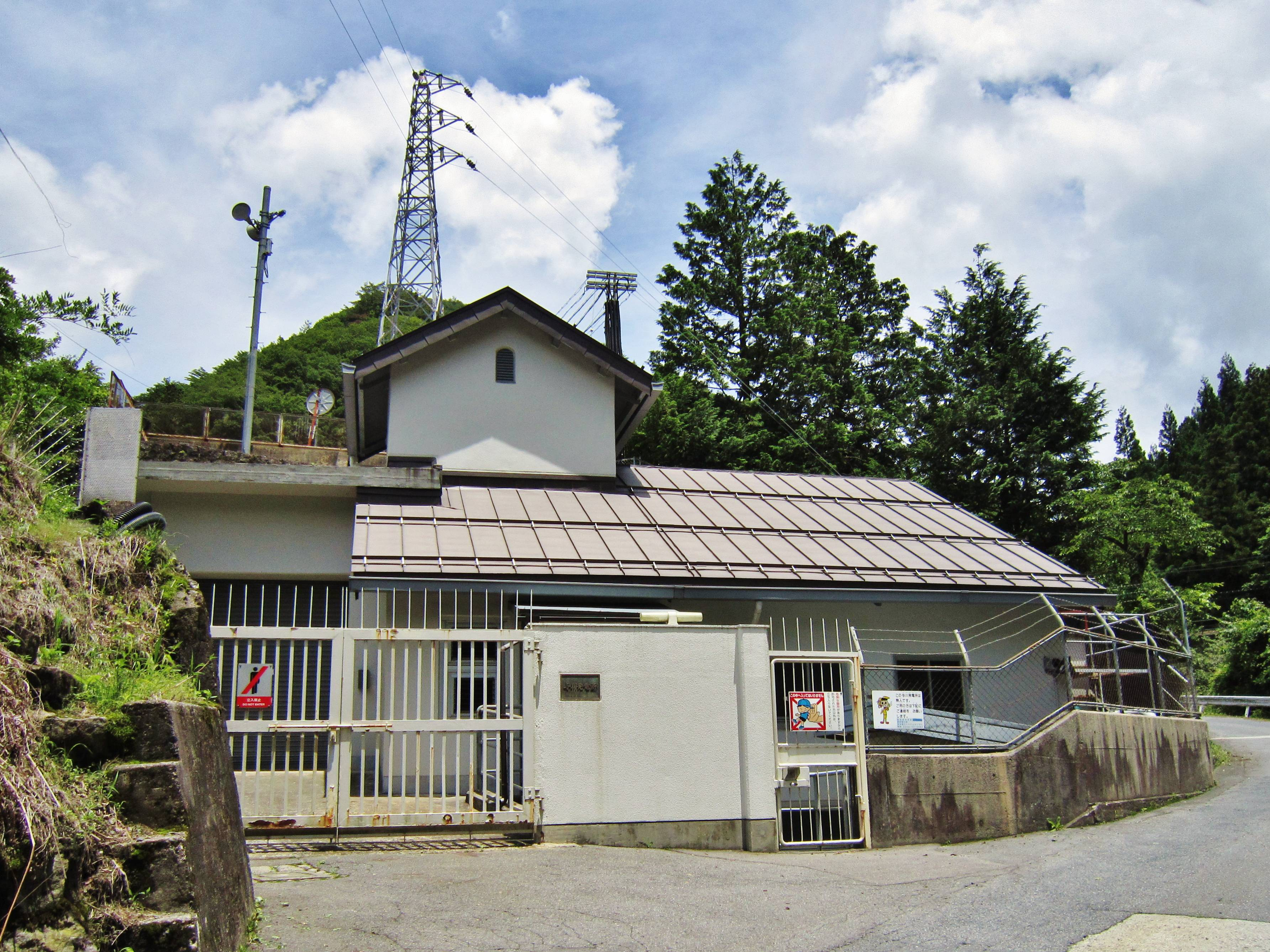
与川発電所（2011年）

与川に設置の与川発電所は西筑摩郡読書村（現・木曽郡南木曽町読書）に位置する。与川とその支流下山沢から取水し、木曽川合流点近くに発電所を置く。
元は大同電力が工事用動力を得るため1917年（大正6年）10月に完成させた発電所である。工事終了後は発電を中止していたが、信美電力が水利権を譲り受けて1926年（大正15年）1月再開発工事に着手する。そして1927年（昭和2年）1月竣工、19日より運転を再開させた。出力は改修前240キロワット、改修後は1,760キロワットである。フォイト製フランシス水車とブラウン・ボベリ製を各1台発電機を備えた。
送電設備は自社の山口変電所とを結ぶ11キロボルト送電線が1926年12月に竣工した。送電先の山口変電所は大同電力賤母発電所構内にあり、与川発電所の発生電力はここで昇圧の上大同電力へ供給される。

### 妻籠発電所
位置：北緯35度34分24.1秒 東経137度35分44.5秒 / 北緯35.573361度 東経137.595694度

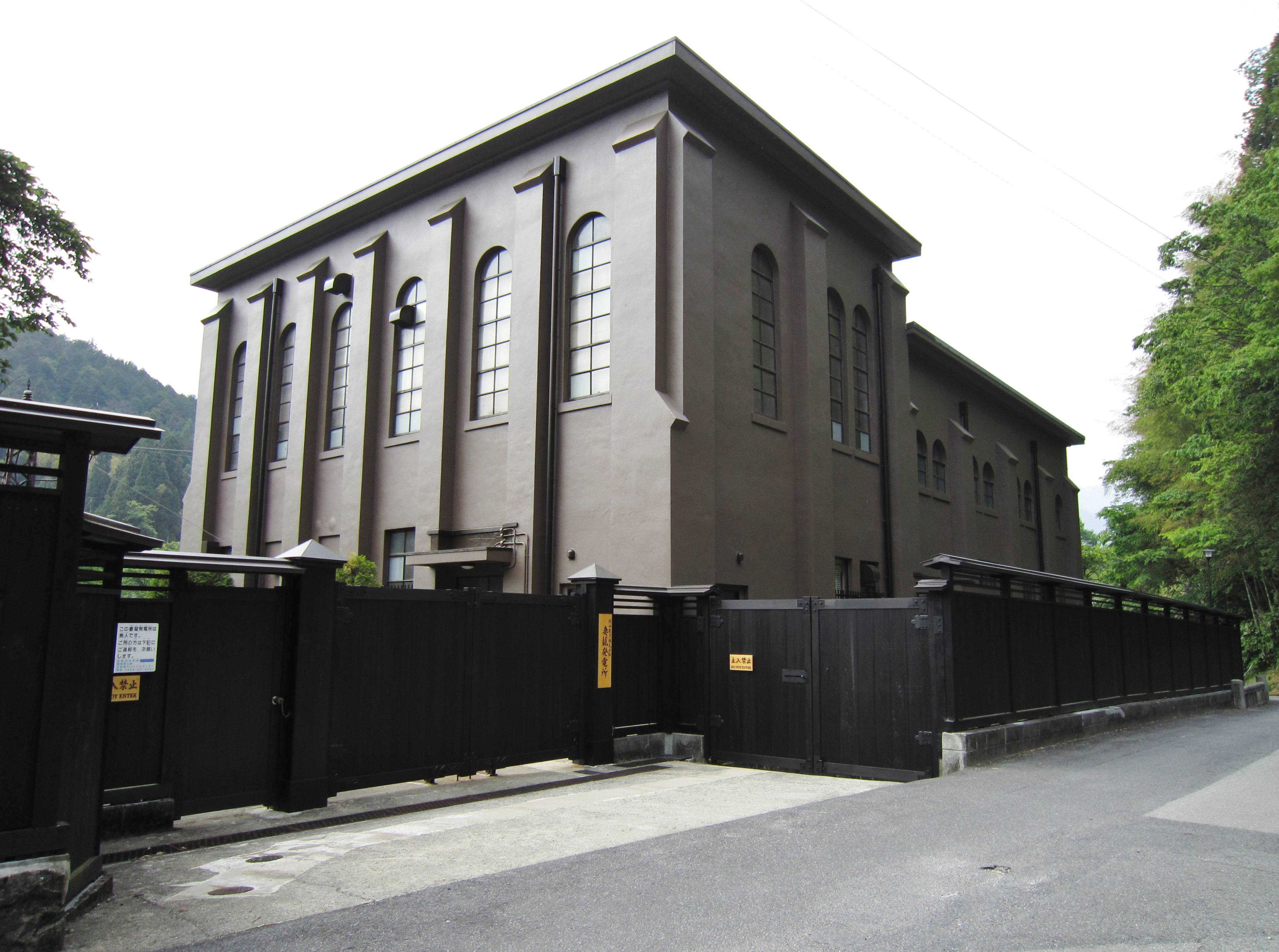
妻籠発電所（2011年）

蘭川に設置の妻籠発電所は西筑摩郡吾妻村（現・木曽郡南木曽町吾妻）に位置する。蘭川のほか水路途中にある3本の渓流からも取水する。
信美電力が1927年1月に水利権を得た地点である。木曽発電の手によって1933年（昭和8年）10月着工に至り、1934年（昭和9年）12月6日より運転を開始した。出力は2,800キロワット。日立製作所製のペルトン水車・発電機各1台を備えた。
送電設備は山口変電所とを結ぶ11キロボルト送電線が1934年2月に竣工した。従って妻籠発電所の発生電力は与川発電所と同様、山口変電所経由で大同電力へと供給される。

## 社史
- 『木曽発電株式会社沿革史』 - 1944年5月発行。編集・発行は宮川茂（元・木曽発電総務課長）。戦時下での発行となったため防諜の都合上、検閲当局の注意もあり伏字が多い。